# U-486 (tàu ngầm Đức)
U-486 là một tàu ngầm tấn công  Lớp Type VII thuộc phân lớp Type VIIC được Hải quân Đức Quốc Xã chế tạo trong Chiến tranh Thế giới thứ hai. Con tàu được trang bị một lớp vỏ bọc làm bằng ngói cách âm cao su thử nghiệm, giúp khó bị phát hiện bằng sonar đối phương. Nhập biên chế năm 1944, nó đã thực hiện được hai chuyến tuần tra, đánh chìm được hai tàu buôn với tổng tải trọng 17.651 GRT cùng một tàu chiến tải trọng 1.085 tấn, đồng thời gây tổn thất toàn bộ cho một tàu chiến khác tải trọng 1.085 tấn. Trong chuyến tuần tra cuối cùng, U-486 bị tàu ngầm HMS Tapir của Hải quân Hoàng gia Anh đánh chìm trong Bắc Hải về phía Tây Bắc Bergen, Na Uy vào ngày 12 tháng 4, 1945.

## Thiết kế và chế tạo

### Thiết kế

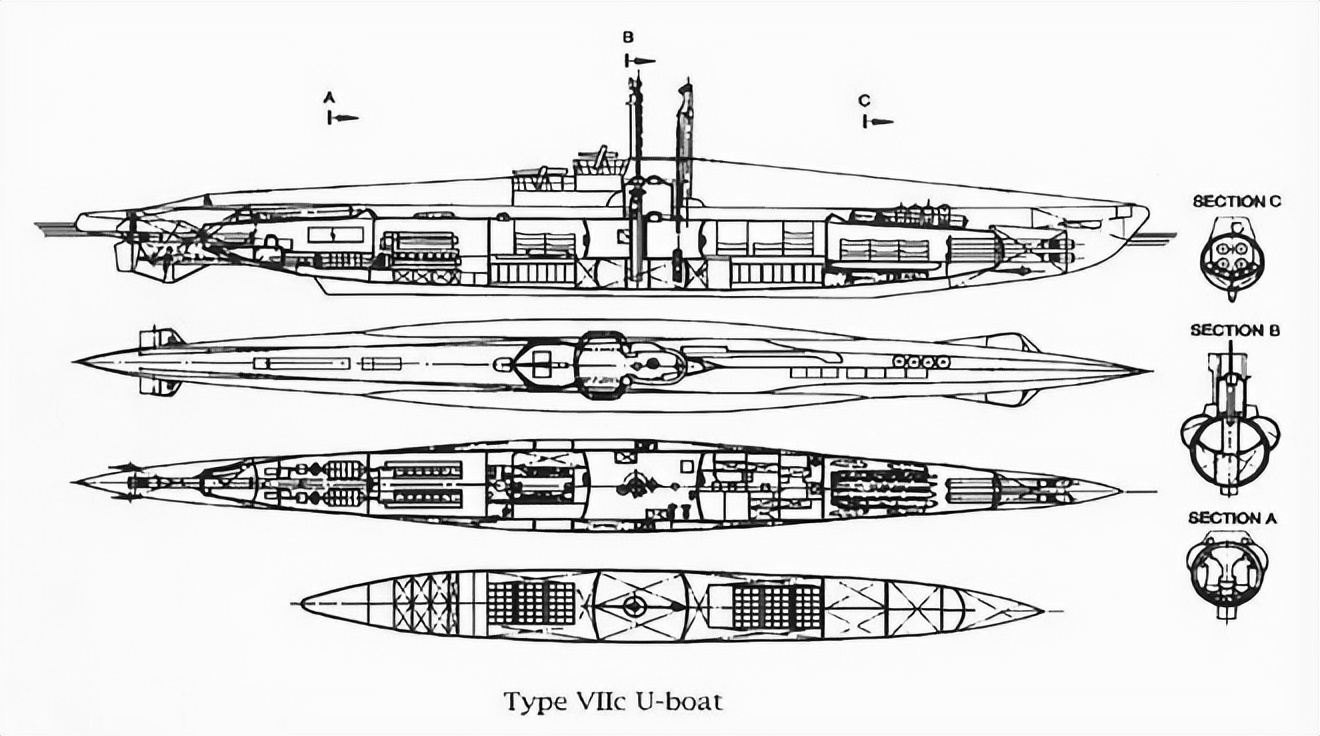
Sơ đồ các mặt cắt một tàu ngầm Type VIIC

Phân lớp VIIC của Tàu ngầm Type VII là một phiên bản VIIB được kéo dài thêm. Chúng có trọng lượng choán nước 769 t (757 tấn Anh) khi nổi và 871 t (857 tấn Anh) khi lặn). Con tàu có chiều dài chung 67,10 m (220 ft 2 in), lớp vỏ trong chịu áp lực dài 50,50 m (165 ft 8 in), mạn tàu rộng 6,20 m (20 ft 4 in), chiều cao 9,60 m (31 ft 6 in) và mớn nước 4,74 m (15 ft 7 in).
Chúng trang bị hai động cơ diesel Germaniawerft F46 siêu tăng áp 6-xy lanh 4 thì, tổng công suất 2.800–3.200 PS (2.100–2.400 kW; 2.800–3.200 bhp), dẫn động hai trục chân vịt đường kính 1,23 m (4,0 ft), cho phép đạt tốc độ tối đa 17,7 kn (32,8 km/h), và tầm hoạt động tối đa 8.500 nmi (15.700 km) khi đi tốc độ đường trường 10 kn (19 km/h). Khi đi ngầm dưới nước, chúng sử dụng hai động cơ/máy phát điện Garbe, Lahmeyer & Co. RP 137/c  tổng công suất 750 PS (550 kW; 740 shp). Tốc độ tối đa khi lặn là 7,6 kn (14,1 km/h), và tầm hoạt động 80 nmi (150 km) ở tốc độ 4 kn (7,4 km/h). Con tàu có khả năng lặn sâu đến 230 m (750 ft).
Vũ khí trang bị có năm ống phóng ngư lôi 53,3 cm (21 in), bao gồm bốn ống trước mũi và một ống phía đuôi, và mang theo tổng cộng 14 quả ngư lôi, hoặc tối đa 22 quả thủy lôi TMA, hoặc 33 quả TMB. Tàu ngầm Type VIIC bố trí một hải pháo 8,8 cm SK C/35 cùng một pháo phòng không 2 cm (0,79 in) trên boong tàu. Thủy thủ đoàn bao gồm 4 sĩ quan và 40-56 thủy thủ.
U-486 là một trong chín tàu U-boat Type VII được trang bị một lớp vỏ bọc làm bằng ngói cách âm cao su thử nghiệm, giúp con tàu khó bị phát hiện bằng sonar của phía Đồng Minh.

### Chế tạo
U-486 được đặt hàng vào ngày 5 tháng 6, 1941, và được đặt lườn tại xưởng tàu của hãng Deutsche Werke AG ở Kiel vào ngày 8 tháng 5, 1943. Nó được hạ thủy vào ngày 12 tháng 2, 1944, và nhập biên chế cùng Hải quân Đức Quốc Xã vào ngày 22 tháng 3, 1944 dưới quyền chỉ huy của Hạm trưởng, Trung úy Hải quân Gerhard Meyer.

## Lịch sử hoạt động
Sau khi hoàn tất việc huấn luyện trong thành phần Chi hạm đội U-boat 5, U-486 được điều sang Chi hạm đội U-boat 11 từ ngày 1 tháng 11, 1944 để hoạt động trên tuyến đầu cho đến khi bị mất.

### Chuyến tuần tra thứ nhất
Sau khi di chuyển từ cảng Kiel, Đức đến các cảng Horten, Na Uy, rồi đến cảng Egersund (cùng tại Na Uy, giữa Stavanger và Kristiansand) vào đầu tháng 11, 1944, U-486 khởi hành từ Egersund vào ngày 26 tháng 11 cho chuyến tuần tra đầu tiên trong chiến tranh. Nó tiến ra Bắc Hải, rồi băng qua khe GI-UK giữa các quần đảo Shetland và Faroe để vòng qua quần đảo Anh nhằm hoạt động tại vùng biển Đại Tây Dương về phía Tây Ireland (Khu vực tiếp cận phía Tây) và tại eo biển Manche.
Vào ngày 18 tháng 12, U-486 phóng ngư lôi đánh chìm chiếc tàu buôn Anh Silverlaurel 6.142 GRT thuộc Đoàn tàu BTC-10 ở vị trí về phía Nam hải đăng Eddystone, tại tọa độ 50°07′B 4°40′T / 50,117°B 4,667°T. Sau đó đến ngày 24 tháng 12, nó lại đánh chìm tàu chở quân Bỉ Leopoldville 11.509 GRT thuộc Đoàn tàu WEP-3 ở vị trí 5 nmi (9,3 km) ngoài khơi bờ biển Cherbourg, Pháp, tại tọa độ 49°45′B 01°34′T / 49,75°B 1,567°T. Vụ đắm tàu này đã khiến 819 người, bao gồm 762 binh lính Hoa Kỳ, thiệt mạng. Hai ngày sau đó 26 tháng 12, U-486 tiếp tục đánh chìm tàu frigate Anh HMS Capel, đồng thời gây tổn thất toàn bộ cho tàu frigate HMS Affleck.
Vào ngày 30 tháng 12, U-486 bị một máy bay ném bom Vickers Wellington thuộc Liên đội 407 Không quân Hoàng gia Canada tấn công, nhưng nó thoát được mà không bị hư hại. Con tàu rút lui ngược theo lộ trình cũ, và về đến cảng Bergen, Na Uy vào ngày 15 tháng 1, 1945.

### Chuyến tuần tra thứ hai – Bị mất
U-486 khởi hành từ cảng Bergen vào ngày 9 tháng 4 cho chuyến tuần tra thứ hai, cũng là chuyến cuối cùng. Chỉ ba ngày sau đó, 12 tháng 4, nó bị tàu ngầm HMS Tapir của Hải quân Hoàng gia Anh phóng ngư lôi đánh chìm trong Bắc Hải về phía Tây Bắc Bergen, tại tọa độ 60°44′B 4°39′Đ / 60,733°B 4,65°Đ. Toàn bộ 48 thành viên thủy thủ đoàn của U-486 đều đã tử trận.
Xác tàu đắm của U-486 được khám phá bởi công ty dầu khí Na Uy Statoil vào tháng 3, 2013, ở độ sâu 250 m (820 ft) ngoài khơi bờ biển phía Tây Na Uy. Xác tàu đắm của U-486 nằm ở cách vị trí của chiếc tàu đồng đội U-864 khoảng 2 km (1,2 mi).

### Tóm tắt chiến công
U-486 đã đánh chìm được hai tàu buôn với tổng tải trọng 17.651 GRT cùng một tàu chiến tải trọng 1.085 tấn, đồng thời gây tổn thất toàn bộ cho một tàu chiến khác tải trọng 1.085 tấn:
| Ngày              | Tên tàu      | Quốc tịch              | Tải trọng | Số phận          |
| ----------------- | ------------ | ---------------------- | --------- | ---------------- |
| 18 tháng 12, 1944 | Silverlaurel | United Kingdom         | 6.142     | Bị đánh chìm     |
| 24 tháng 12, 1944 | Leopoldville | Belgium                | 11.509    | Bị đánh chìm     |
| 26 tháng 12, 1944 | HMS Affleck  | Hải quân Hoàng gia Anh | 1.085     | Tổn thất toàn bộ |
| 26 tháng 12, 1944 | HMS Capel    | Hải quân Hoàng gia Anh | 1.085     | Bị đánh chìm     |